# Ah Mon Dieu (pera)
Ah Mon Dieu (en España: 'Ah Dios mío') es una variedad cultivar de pera europea Pyrus communis. Esta pera oriunda de Francia de "La Chartreuse De Mont-Dieu" en las proximidades de Sedan, está cultivada por lo menos desde 1667. Las frutas tienen una pulpa blanca, no muy jugosa, quebradiza, rara vez pedregosa, agua suficiente, sabor dulce no falto de azúcar, sino de fragancia y sabor.

## Sinonimia
- "D'Abondance".[4][5]

## Historia
Se dice que esta variedad de pera 'Ah Mon Dieu' proviene de un peral que se cultivaba por lo menos desde 1667 en "La Chartreuse De Mont-Dieu" en las proximidades de Sedan (Francia). Tomaría su nombre de una exclamación de Luis XIV sobre su prodigiosa fertilidad.
En España 'Ah Mon Dieu' está considerada incluida en las variedades locales autóctonas muy antiguas, cuyo cultivo se centraba en comarcas muy definidas. Se caracterizaban por su buena adaptación a sus ecosistemas y podrían tener interés genético en virtud de su adaptación. Se encontraban diseminadas por todas las regiones fruteras españolas, aunque eran especialmente frecuentes en la España húmeda. Estas se podían clasificar en dos subgrupos: de mesa y de cocina (aunque algunas tenían aptitud mixta).
'Ah Mon Dieu' es una variedad clasificada como de mesa, difundido su cultivo en el pasado por los viveros comerciales y cuyo cultivo en la actualidad se ha reducido a huertos familiares y jardines privados.

## Características
El peral de la variedad 'Ah Mon Dieu' tiene un vigor muy fuerte; árbol de extensión erguida. Tiene un tiempo de floración con flores blancas que comienza a partir del 17 de abril con el 10% de floración, para el 24 de abril tiene una floración completa (80%), y para el 6 de mayo tiene un 90% caída de pétalos; tubo del cáliz mediano, en forma de embudo con conducto muy estrecho, y con estambres tupidos, que nacen inmediatamente encima de la base de los sépalos.
La variedad de pera 'Ah Mon Dieu'  tiene una talla de fruto pequeño a mediano; forma piriforme, generalmente barrigón y redondeado, con cuello poco acentuado asimétrico, contorno más bien regular; piel lisa, poco brillante, epidermis con color de fondo amarillo o amarillo limón, con un sobre color lavado rojo carmín, importancia del sobre color medio a alto, y patrón del sobre color chapa / rayas, finamente salpicada de color rojizo, lavada con un rosa brillante desde el lado expuesto al sol, "russeting" (pardeamiento áspero superficial que presentan algunas variedades) muy débil (5-15%); pedúnculo muy largo y muy grueso, engrosado en su extremo y carnoso en la base, recto o ligeramente curvo, inserto derecho u oblicuo junto a una gibosidad más o menos acentuada, a veces parece prolongación del fruto, cavidad peduncular nula o limitada a un pequeño repliegue en la base del pedúnculo; anchura de la cavidad calicina estrecha, de profundidad media; ojo entreabierto o abierto. Sépalos estrechos y largos, erectos con las puntas convergentes y vueltas hacia fuera.

Carne de color blanco; textura no muy jugosa, quebradiza, rara vez pedregosa, agua suficiente; sabor dulce no falto de azúcar, sino de fragancia y sabor, regular; corazón pequeño, fusiforme, estrecho. Eje muy estrecho, lanoso. Celdillas pequeñas. Semillas grandes, ocupan la totalidad de la celdilla, elípticas, puntiagudas, espolonadas, con color castaño claro.
La pera 'Ah Mon Dieu' tiene una época de maduración y recolección desde finales de agosto a principios de septiembre. Se usa como pera de mesa, y sobre todo en la elaboración de perada.

## Polinización
Esta variedad es autofértil (no requiere que otros árboles sean polinizadores), pero su producción se verá favorecida por la presencia de variedades polinizadoras como 'Williams' Bon Chretien'.